# Savacu-canela
O savacu-canela (Nycticorax caledonicus) é uma espécie de garça que pertence ao gênero Nycticorax e à família Ardeidae. 

## Etimologia
O nome do gênero da espécie, Nycticorax, significa "corvo noturno" e é derivado do grego antigo, em que nuktos significa "noite" e korax significa "corvo". Esse nome vem dos hábitos noturnos de alimentação das espécies do gênero, bem como das vocalizações, que são parecidas com a do corvo.

## Descrição
O savacu-canela é uma garça de médio porte e um macho adulto mede de 55 até 65 cm de comprimento, enquanto a fêmea é ligeiramente menor, podendo medir de 55 até 60 cm. O peso varia de 810 até 1014 g, e a envergadura pode chegar a até 105 cm de comprimento. Salvo a diferença em tamanho, os dois sexos são similares em aparência. O savacu-canela conta com um pesado bico preto, que tem o mesmo tamanho que sua cabeça. A face é branca com uma tonalidade canela, e a nuca e a coroa de adultos em reprodução são cinza-escuro. Durante a temporada de reprodução, há também normalmente duas ou três penas brancas e finas da coroa que descem para o pescoço, que, quando recém-criadas, possuem uma ponta preta. A espécie tem uma forte coloração acastanhada ao longo da parte de cima que fica mais intensa durante a reprodução. A parte de baixo do savacu-canela é branca, e há uma mistura gradual entre a cor acastanhada e o branco no pescoço e na peito superior. As costas, a cauda e a asa superior têm uma forte coloração castanho-avermelhada. A íris é amarelo palha e pode ser tingida com laranja durante a temporada de reprodução, enquanto as pernas e os pés têm uma cor amarelo cremoso. As suas pernas são relativamente menores que as de outras garças, e podem se tornar rosa brilhante durante o cortejo e no início da temporada de reprodução.

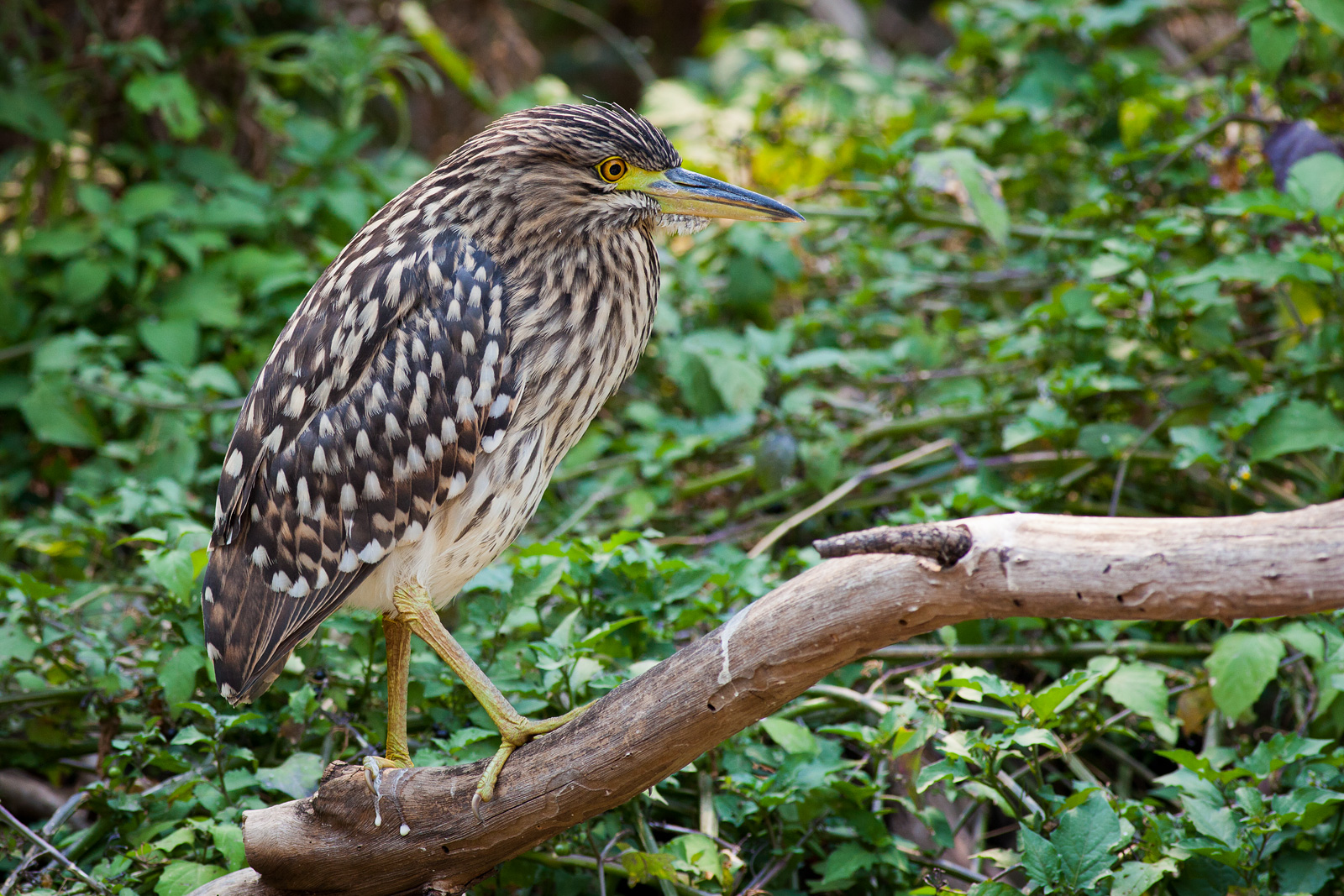

Os juvenis são bastante diferentes em aparência dos adultos, com o topo da cabeça e a nuca apresentando uma coloração preto-amarronzada e com listras bege. A parte superior da garganta e o queixo são brancos, enquanto o resto do pescoço é listrado com marrom. A cauda dos juvenis é marrom-acastanhada, a perna e os pés variam em cor de um verde-limão até um cinza-oliva, e o bico tem uma cor amarelo-oliva pálida com preto na ponta. Os filhotes são cobertos com penas marrom-escuras nas costas e brancas na parte de trás. Eles têm bicos de cor creme com uma borda cinza-escura, e as pernas são oliva.

## Distribuição e habitat
Os savacus-canela têm uma ampla distribuição e são encontrados na Austrália, Nova Zelândia, Filipinas, Papua-Nova Guiné, Ilhas Salomão, Java, Nova Caledônia, Palau, e Ilhas Carolinas, Estados Federados da Micronésia. Eles são nativos da Austrália e se espalharam na maioria dos estados do país exceto no oeste, onde a espécie é rara ou ausente. São reconhecidas seis subespécies.
A espécie reside em uma ampla variedade de hábitats, incluindo florestas, campos, praias, margens de rios, recifes e pântanos, sendo mais comumente encontrada em rios e córregos. A espécie prefere hábitats com vegetação emergente quando próximo da água. O savacu-canela é principalmente noturno, e portanto fica pousado durante o dia em coberturas densas de árvores, arbustos e canas. Em situações mais expostas pode pousar em árvores mortas. Em áreas urbanas, a espécie prefere nidificar e pousar em árvores como ciprestes e pinheiros. Também pode residir em zonas úmidas urbanas, campos secos, jardins, lagoas, aeroportos e parques.

## Comportamento
O savacu-canela é quase totalmente noturno. A espécie tende a deixar seus poleiros logo após o pôr do sol e está mais ativa do anoitecer ao nascer do sol. É em geral atento, inclusive durante o descanso, mas pode estar vulnerável a predadores enquanto se alimenta. Contudo, a espécie continua estável e espalhada e não existe nenhuma medida de conservação atualmente.
Os savacus-canela adultos na Austrália são vistos como parcialmente migratórios, movimentando-se durante o inverno e eventos maiores como enchentes e chuvas. Populações que migram regularmente de acordo com variações sazonais normalmente vão para o norte e podem ir até a Papua-Nova Guiné, mas podem também chegar à Nova Zelândia, bem como a ilhas no Pacífico como a Ilha Christmas, Ilha de Lord Howe e Ilhas Cocos (Keeling). Outras populações de savacu-canela são classificadas como sedentárias e dificilmente migram.
Quando correm perigo, os machos da espécie permanecem totalmente eretos e fazem ruídos ásperos ou estalam o bico, sinalizando intenções agressivas. Quando seus adversários chegam perto, os comportamentos agonísticos do macho incluem apontar e estalar o bico e agitar as asas, enquanto ameaça e encara o seu oponente. Não há registros de comportamentos agonísticos em fêmeas.

### Reprodução
A reprodução pode ocorrer durante todo o ano, mas o tempo de reprodução geralmente vai de outubro até maio na Austrália, de fevereiro até junho em Java, e de fevereiro até maio nas Filipinas. O tempo da reprodução da espécie é muito dependente das condições de alimentação, como a disponibilidade de comida. O savacu-canela nidifica em árvores densas, mas também pode nidificar em pântanos. Em lugares com ausência de vegetação, a espécie pode construir seus ninhos em cavernas e debaixo de saliências em pedras. Frequentemente se reproduz dentro de grandes colônias com diversas espécies, o que pode incluir íbis, biguás, outras espécies de garças e colhereiros.
Os ninhos de savacu-canela são construídos com gravetos e têm de 20 a 30 cm de diâmetro e 3 ou 4 cm de altura, o que é suficientemente grande para manter a ninhada. Os ninhos que são feitos no chão podem ser simplesmente um anel de gravetos que impede os ovos de rolarem para fora. Os gravetos são coletados pelos machos, enquanto a fêmea os arranja no ninho. A construção dos ninhos pode acontecer durante o dia e durante a noite.
São postos de 2 até 5 ovos, que possuem uma cor verde-azul pálida. As dimensões médias dos ovos são de 51,5 mm de comprimento e 37,2 mm de largura. A incubação dura tipicamente 21 dias e os dois pais ajudam a incubar e cuidar dos filhos. Os filhotes do savacu-canela são altriciais e ganham suas penas cerca de seis ou sete semanas após o nascimento. Os filhotes são agressivos com todos os adultos que se aproximam do ninho, incluindo seus pais. Eles podem deixar o ninho e retornar para serem alimentados, e podem ser alimentados fora do ninho após a terceira semana de vida.

### Alimentação
A dieta do savacu-canela consiste majoritariamente em animais aquáticos, incluindo invertebrados de água doce, crustáceos, filhotes de tartarugas-marinhas, caranguejos e espécies de peixe como o peixe-mosquito e a carpa. Entre esses, os crustáceos parecem ser as principais presas. Outras presas podem ser sapos, lagartos, ratos, além de insetos como gafanhotos, besouros aquáticos, formigas, vespas, lagartas e larvas de libélulas.
Os filhotes da espécie começam a pedir comida poucas horas após a eclosão. Inicialmente eles recebem comida líquida e passam a se alimentar de comida semissólida após alguns dias. Os jovens são primeiramente alimentados de bico a bico, e depois pelos pais regurgitando no ninho.
Seu comportamento de forrageamento típico inclui caminhar lentamente procurando por presas na superfície da água. No entanto, ele também pode forragear mergulhando no fundo da água. Embora principalmente noturno, a espécie também se alimenta de dia durante a temporada de reprodução, para garantir disponibilidade de comida para o filhote.

## Conservação
O savacu-canela não foi avaliado com Vulnerável pela IUCN uma vez que não atende a nenhum dos critérios. A espécie é dada como estável e tem uma flutuação mas nenhuma tendência para declínio da população, que é muito grande e abrange um território extremamente grande, estimado em 31,6 milhões de km2.